# Austrochrysa loriana
Austrochrysa loriana is een insect uit de familie van de gaasvliegen (Chrysopidae), die tot de orde netvleugeligen (Neuroptera) behoort. 
Austrochrysa loriana is voor het eerst wetenschappelijk beschreven door Navás in 1929.